# Заньковські
Заньковські (рос. Заньковские) — український старшинський, пізніше дворянський рід.

## Походження
Нащадки шляхтича Федора Заньковського, який в 1572 р. був послом від Литовського Сенату в Москві. Юрій Заньковський був маршалом і при зборі податей. Син його Григорій Заньковський виїхав в Малоросію за Петра І. Федір Григорович Заньковський — миргородський полковник (1771-1782).
Рід внесений в VI частину родословної книги Полтавської губернії.

## Опис герба
Щит розділений хрестообразно на чотири частини, посередині знаходиться маленький овальний шиток блакитного кольору з зображенням срібного півмісяця рогами вверх. В верхній частині, в червоному полі між двох золотих шестикутних зірок перпендикулярно зазначений золотий ключ. В правій і лівій частинах в срібному полі два чорних орлиних крила. В нижній частині в червоному полі срібна фортеця, і по її сторонам на неї зображено сонце і срібний півмісяць, рогами в праву сторону зображений.
Щит увінчаний дворянським нашоломником і короною зі страусиними пір'ями. Намет на щиті червоний, підкладений золотом. Щит тримають два поляки з коп'ями.
Герб роду Заньковських внесений в Частину VI Загального гербовника родів Всеросійської імперії, стр. 148.